# Svend Aakjær
Svend Bregendahl Aakjær (født 20. januar 1894 i København, død 12. januar 1963 sammesteds) var en dansk filolog og rigsarkivar.

## Liv og karriere
Han var søn af forfatterne Jeppe Aakjær og Marie Bregendahl. Forældrene blev skilt år 1900. Aakjær voksede efter forældrenes skilsmisse op hos moderen i København, men beholdt kontakten til sin fader hele livet.
Han blev student fra Schneekloths Skole i 1912 og 1921 cand.mag. i engelsk, tysk og dansk. Han havde allerede under sin studietid medvirket ved redaktionen af Ordbog over det danske Sprog og ved Stednavneudvalget og skrev i 1922 en artikel om "Løser og Løkker" i Danske Studier. Allerede i 1921 blev han imidlertid knyttet til Rigsarkivet, hvor han i 1924 blev udnævnt til arkivar. I 1929 blev han udnævnt til landsarkivar ved landsarkivet i Viborg og fra denne tid stammer afhandlingen "Thysyssels Bebyggelse og Bostedsnavne"  i Historisk Aarbog for Thisted Amt 1944. I 1945 blev han imidlertid tilknyttet stadsarkivet i København og i 1956 blev han udnævnt til rigsarkivar, hvilken stilling han bevarede til sin død til trods for alvorlig sygdom i de senere år.
Aakjærs videnskabelige forskning tog efterhånden en drejning i retning af egentlige historiske arbejdsområder, især om bebyggelseshistorie og den ældre landbrugshistorie. I 1921 skrev han en artikel om "Fjends Herreds Selvejerbønder", i 1927 en artikel "Om det olddanske Herred og Sogn" i Festskrift til Kr. Erslev og ligeledes offentliggjorde han flere artikler om landbrugshistoriske emner så som bol, ørtug land, tiende med mere.
Som Aakjærs videnskabelige hovedindsats regnes nok nyudgivelsen af Kong Valdemars Jordebog i 3 bind (udgivelsen strakte sig fra 1926 til 1945), hvor Aakjær leverede en omfattende kommentar til udgivelsen.
Han blev begravet på Fly Kirkegård.

## Hædersbevisninger
Svend Aakjær blev æresdoktor ved Lunds Universitet.
Han var ikke dekoreret og må have afslået at modtage Dannebrogordenen.

## Forfatterskab
- "Løser og Løkker" (Danske Studier 1922)
- (anmeldelse af): Sønderjyske Stednavne, udg. af Stednavneudvalget. 1.—2. Hefte; G.E.C. Gad,  Kbh. 1931, (Danske Studier 1931; s. 171-178)
- "Kirkeafgift og Kirketiende i Ribe Stift 1321-1682" (Fortid og Nutid XVI; 1945-46)

### På internettet
- Svend Aakjær (anmeldelse af): "Paul Johansen: Die Estlandliste des Liber Census Daniae. København og Reval 1933" (Historisk Tidsskrift, 10. række, Bind 2; 1932)
- Svend Aakjær: "Thysyssels Bebyggelse og Bostedsnavne" (Historisk Årbog for Thisted Amt 1944, s. 3-45) Arkiveret 6. marts 2016 hos  Wayback Machine
- "Korntiende og kornareal i det 14. århundrede" (Historisk Tidsskrift, Bind 11. række, 2 (1947); s. 435-462) Arkiveret 25. marts 2016 hos  Wayback Machine
- "Korntiende og kornareal i det 14. århundrede" (Historisk Tidsskrift, Bind 11. række, 3 (1950); s. 176-209) (Webside ikke længere tilgængelig)
- "Leonora Christinas dommer" (Historie/Jyske Samlinger, Bind Ny række, 5 (1959); s. 40-44) (Webside ikke længere tilgængelig)
- Svend Aakjær: "Måleenheder i landmål og jordvurdering i middelalderens Danmark" (Historie/Jyske Samlinger, Ny række, Bind 5 (1959); s. 275-303) Arkiveret 13. juni 2015 hos  Wayback Machine